# 神戸市混声合唱団
神戸市混声合唱団（こうべしこんせいがっしょうだん）は、1989年に神戸市によって設立されたプロの混声合唱団。現在は神戸市民文化振興財団の運営により、拠点を神戸文化ホールにおいて活動が行われている。地方公共団体が運営する全国初のプロ合唱団である。

## 概要
神戸を拠点とした音楽の普及に努めており、年2回の定期演奏会の他、神戸市内各施設における小コンサートを頻繁に行っている。また、兵庫県下および市外、民間からの依頼を受けての公演や、学校での公演などに多く出演している。団員の多くは声楽家、または音楽大学や芸術大学の出身者であり、声楽家としての活動に加え、アマチュア合唱団や音楽系の高校・大学において指導者としても活動している者が多い。入団希望者は、2年に一度行われるオーディションによって、団員としての採用の可否を決定する。現団員も2年ごとに資格審査を行う。オーディションや資格審査を行わない年も試演会などを行い、団員の能力維持に努めている。

## 沿革
1989年9月、神戸市市制100周年を記念して発足。創立メンバーは推薦により38名が集められた。1990年9月、初の演奏会を開催。1994年、神戸市演奏協会発足とともに財団法人による運営となった。
2001年7月、神戸ワールド記念ホールで開催された、第2回1000人のチェロ・コンサートに出演し、1013名のチェリストと競演。2005年1月、神戸文化ホールで行われた阪神・淡路大震災10周年記念追悼N響神戸特別演奏会に出演。NHK交響楽団（指揮：ウラディーミル・アシュケナージ）と共演し、モーツァルト『レクイエム』を演奏した。2006年3月、首席指揮者であった北村協一が死去。
2010年5月、神戸市と姉妹都市であるラトビアの首都リガ市の姉妹都市提携35周年を記念し、リガにおいてラトビアの室内合唱団アヴェ・ソルとジョイントコンサートを開催。その際、両市長立ち会いの下で姉妹合唱団協定を締結した。2013年7月、ラトビアのリガ市から招聘され、ユネスコ無形文化遺産であるラトビア「歌と踊りの祭典」に出演。2016年、神戸市演奏協会と神戸市民文化振興財団が合併。合唱団運営を神戸市民文化振興財団事業部演奏課に移管した。
2017年、松原千振が音楽監督に就任。2019年、設立30周年を迎え、5月に記念演奏会を神戸文化ホール大ホールにて開催。東京混声合唱団（指揮：山田和樹）と共演した。
2021年4月、佐藤正浩 (指揮者)が音楽監督に就任。

## 主な構成メンバー
- 首席指揮者：北村協一（2006年3月死去）
- 音楽監督：佐藤正浩 (指揮者)（2021年～）、松原千振（2017-2021年）
- 常任指揮者：本山秀毅
- 副指揮者：太田務

その他のメンバーについては、神戸市混声合唱団 団員の紹介を参照。